# Tadeusz Więciorek
Tadeusz Więciorek (ur. w 1924) – lekarz i artysta plastyk w dziedzinie malarstwa.
Tadeusz Więciorek jest autorem ponad 500 obrazów o tematyce klasycznej. Jego obrazy były wystawianie na pięciu wystawach indywidualnych w Polsce i jednej w Kanadzie.
Za swoją pracę w dziedzinie malarstwa, uzyskał tytuł artysty plastyka w 1984 r. od Ministerstwa Kultury i Sztuki nadany w Pałacu Prymasowskim w Warszawie.